# Estadio Pakhtakor Markaziy
El estadio Pakhtakor Markaziy (en ruso: Центральный стадион «Пахтако́р»; en uzbeko: Paxtakor Markaziy Stadioni) es un estadio multiusos de la ciudad de Taskent, capital de Uzbekistán. El estadio fue inaugurado en 1956, cuenta con una capacidad total para 35 000 espectadores sentados y suele emplearse para albergar partidos de fútbol. El Pakhtakor y la selección de Uzbekistán disputan en el estadio sus partidos como local.

## Historia
El estadio fue construido entre 1954-1956 en el centro de Taskent, para albergar los partidos del club principal de la República Soviética Uzbeka. El 11 de agosto de 1956 se celebró la inauguración en el nuevo complejo ante 50.000 espectadores entre deportistas actores, directores y otras personalidades. El primer partido de fútbol en el nuevo estadio tuvo lugar el 20 de agosto de 1956, cuando 35 000 espectadores asistieron al duelo entre el Pakhtakor Tashkent y el Dinamo Tbilisi. El 19 de septiembre de ese mismo año, el estadio Central Pakhtakor albergó el primer partido internacional, venciendo al Dinamo Tirana de Albania.
La iluminación de los proyectores se instaló en agosto de 1958 y en 1966 se cambió un nuevo marcador electrónico del fabricante húngaro Electroimpex.
El estadio Pakhtakor fue testigo del gol número 100 de su legendario delantero Gennadi Krasnitsky, de ver al máximo goleador de la Soviet Top Liga de 1968 Berador Abduraimov o la histórica victoria ese año, 5-0, sobre el Dinamo Kiev. En agosto de 1979, 60 000 aficionados sollozaban junto al locutor del estadio, que leyó los nombres de los 17 futbolistas que perdieron trágicamente sus vidas en un accidente aéreo cuando el Pakhtakor viajaba a Minsk.
En los primeros años de la independencia de Uzbekistán, el estadio se convirtió en escenario del Pakhtakor y del equipo nacional. Aquí el equipo principal del país se preparó para una marcha victoriosa en los XIII Juegos Asiáticos de Hiroshima. En el comienzo del siglo XXI en el club hubo cambios fundamentales que afectaron también al estadio Central Pakhtakor. Se hizo evidente la necesidad de acometer una reconstrucción del estadio. Por iniciativa de los jefes del club y de la celebración del Campeonato Sub-16 de la AFC de 2008, en julio de 2007 comenzaron la reconstrucción y los trabajos de reparación que duraron dos años.
En las nuevas remodelaciones se mejoró la información a los visitantes del nuevo estadio con un renovado sistema de audio moderno y un dispositivo electrónico para la colocación de publicidad. La firma Philips instaló nuevos proyectores y el estadio cumple tofos los requisitos de la FIFA. El sector de los periodistas está equipado con conexión inalámbrica a Internet y se construyó una espaciosa sala de prensa, donde se llevan a cabo conferencias de prensa de los entrenadores y los jugadores.
El 1 de junio de 2012 se procedió a sustituir el césped del estadio por uno de mejor calidad, sujeto a estándares europeos, de la compañía holandesa Queens Grass International. El césped que el club estaba utilizando era el mismo que instaló en 1996.